# تور چسبناک و شیرین
تور چسبناک و شیرین (به انگلیسی: Sticky & Sweet) هشتمین تور کنسرت مدونا خواننده آمریکایی بود که یازدهمین آلبوم استودیویی او، آب‌نبات سفت(۲۰۰۸) را تبلیغ کرد. این اولین سرمایه‌گذاری بزرگ مدونا بر اساس قرارداد ده ساله جدید ۳۶۰ با لیو نیشن انترتینمنت بود. پس از یک سری حضورهای تبلیغاتی در حمایت از آب‌نبات سفت، تور در می ۲۰۰۸ با کنسرت‌هایی در اروپا و آمریکای شمالی اعلام شد. علاوه بر این، اولین قرارهای خواننده در آمریکای لاتین پس از پانزده سال بود. قسمت اول این تور در ۲۳ اوت ۲۰۰۸ در کاردیف آغاز شد و در ۲۱ دسامبر در سائوپائولو به پایان رسید. پس از آن، اعلام شد که مدونا تصمیم گرفته‌است که تور را در تابستان ۲۰۰۹ با بیست و هفت کنسرت دیگر، که عمدتاً در بازارهای اروپایی برگزار می‌شد، از سر بگیرد. تور از ورزشگاه او۲ آرنا لندن در ۴ ژوئیه آغاز شد و در ۲ سپتامبر در تل آویو به پایان رسید. تور به دلیل مشکلات مالی و رکود مالی از استرالیا و شرق آسیا بازدید نکرد. این نمایش مانند تورهای قبلی خواننده، به کنش‌های موضوعی مختلفی تقسیم شد: پیمپ، هیپ هاپ اولد اسکول، جیپسی و ریو.
به‌طور کلی تور نقدهای مثبتی از منتقدان دریافت کرد که تولید، انرژی خواننده و اجراها را تحسین کردند. علاوه بر نقدهای مثبت، این تور رکوردهای زیادی را از نظر فروش بلیط، ناخالص تجاری و حضور تماشاگران شکست. پس از مسابقات سال ۲۰۰۸، این تور با درآمد ۲۸۲ میلیون دلاری تبدیل به پردرآمدترین تور توسط یک هنرمند انفرادی شد. (۳۸۳٫۲۹ میلیون دلار تا سال ۲۰۲۲ ) و شکستن رکورد قبلی که خود مدونا با تور اعتراف‌های خود دو سال قبل به دست آورده بود. که آن را به دومین تور پردرآمد تاریخ تبدیل می‌کند، تنها پس از تور رولینگ استونز A Bigger Bang در آن زمان این تور پردرآمدترین تور یک هنرمند زن به مدت ۱۵ سال باقی ماند.